# عامر عبدالمقصود
عامر عبدالمقصود (عربی: عامر عبد المقصود؛ نامشخص – ۱۴ اوت ۲۰۱۳) یک بازیکن فوتبال بود.